# Baldassare Franceschini

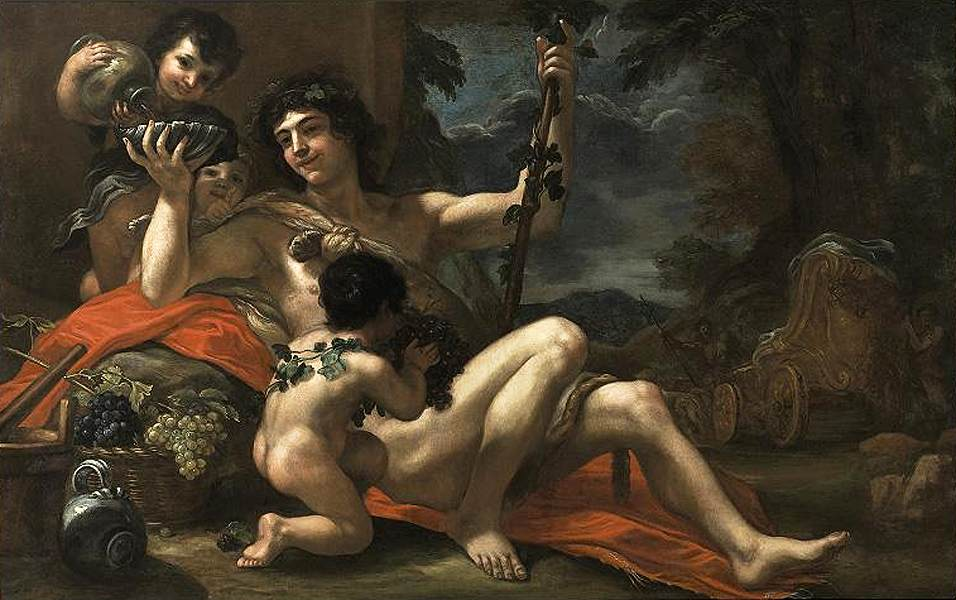
Baco servido por amorcillos.

Baldassare Franceschini, conocido como Il Volterrano (Volterra, 1611 - Florencia, 6 de enero de 1689), fue un pintor florentino activo durante el Barroco tardío.

## Biografía

### Formación y primeros años

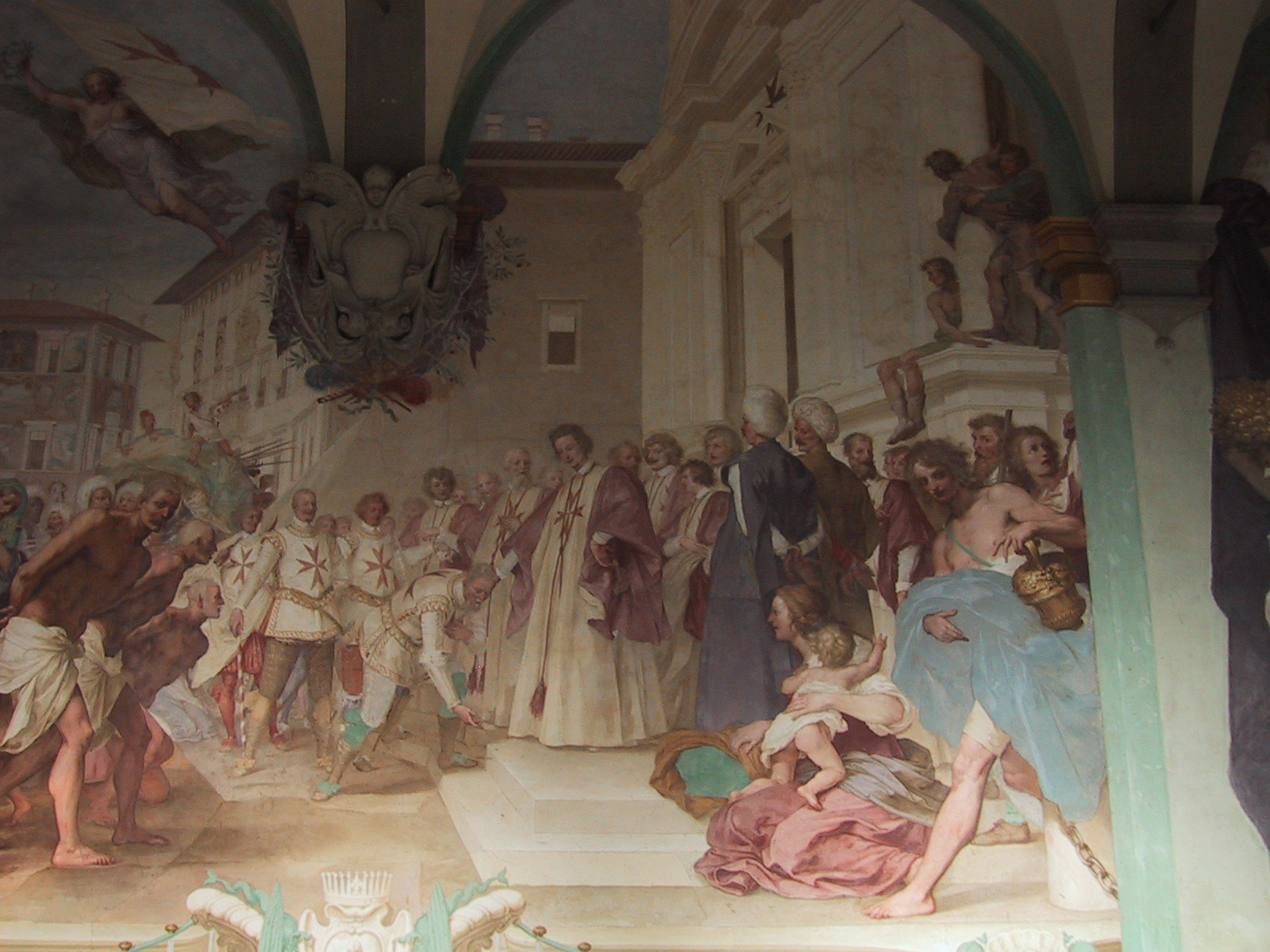
Frescos de la Villa Petraia.

Hijo de un escultor, realizó sus primeros estudios artísticos con éste. Después fue alumno de Cosimo Daddi, un pintor local. Sin embargo, el marqués Inghirami reparó en su talento y lo introdujo en el taller de Matteo Rosselli, donde coincidió con otros jóvenes artistas (1628) como Francesco Furini y Lorenzo Lippi.
En 1635-1636 figuró como ayudante de Giovanni da San Giovanni en la decoración del Palazzo Pitti. En menos de un año, ya trabajaba por su cuenta como frescante en Volterra, y poco después para los Medici en la Villa Petraia (1637-1646).
En estos primeros años, la influencia de Rosselli y San Giovanni es ostensible en la obra del Volterrano, pues podemos observar en ella los dejes manieristas propios de estos dos artistas más veteranos.

### Introducción en el pleno barroco
En 1652 el marqués Filippo Niccolini decidió encargar a Franceschini la decoración al fresco de la cúpula y las paredes de la capilla de su propiedad en la Santa Croce de Florencia. Previamente mandó al artista a Parma y Bolonia, para que éste se documentase sobre los grandes trabajos del mismo tipo que los maestros de dichas escuelas habían realizado. También conoció en Roma la obra de Pietro Berretini (conocido como Pietro da Cortona), que causaba sensación entre sus contemporáneos.
La irrupción en escena de Pietro da Cortona fue decisiva para Franceschini y la mayoría de pintores de su generación. Su estilo varió notablemente para adecuarse a las formas grandiosas impuestas por Berrettini. Este hecho es constatable en las decoraciones que el Volterrano realizó para la Sala della Allegoria en el Palazzo Pitti (1652).
A partir de entonces mantuvo dicho estilo con pocas variaciones. Uno de sus últimos grandes trabajos de decoración fue el de la cúpula de la Annunziata, en Florencia (c. 1683).

### Franceschini como pintor de caballete
Franceschini fue sobre todo, un especialista en la pintura al fresco. Sus pinturas de caballete dan a menudo la sensación de estar inconclusas. A pesar de ello, fue un buen retratista. También practicó la pintura de género, con una vena narrativa con gusto por la anécdota (La burla del cura Arlotto, Galería Palatina, Palazzo Pitti).
Entre sus alumnos figuraron artistas como Antonio Franchi, Benedetto Orsi, Michelangelo Palloni, Domenico Tempesta, Cosimo Ulivelli o Massimiliano Soldani-Benzi.
Baldassare Franceschini murió en Florencia, el 6 de enero de 1689, víctima de un ataque de apoplejía.

### Censura artística. El caso de laInclinazionede Artemisia
Filippo Baldinucci nos cuenta el triste papel que tuvo que hacer Franceschini con respecto a la obra de una ilustre antecesora.
Hacia 1615-16, Michelangelo Buonarroti el Joven encargó a Artemisia Gentileschi una pintura al fresco para decorar una de las estancias de la Casa Buonarroti de Florencia. La joven pintora creó una hermosa obra, la Allegoría dell'inclinazione, en la que idealizaba la vocación del artista en la figura de una hermosa doncella desnuda que sostiene una brújula entre sus manos. Dicha figura tiene mucho de autorretrato.
Años después (1684), una representación de este tipo era demasiado atrevida para la mojigata moralidad del siglo XVII. Leonardo di Buonarroto, sobrino del segundo Michelangelo, contrató al Volterrano para que cubriese con paños la desnudez de la figura, con la premisa de intentar no destruir la belleza de la obra (si es que esto era posible). Irónicamente, nuestro artista se vio obligado a ejercer el mismo papel que años antes le cupo en suerte a Daniele da Volterra, con la gran obra de Michelangelo, El Juicio Final de la Capilla Sixtina.

## Obras destacadas

### Decoraciones al fresco
- Frescos de Villa Petraia
  - Gloria de los Medici (1637-46), a partir de diseños del malogrado Giovanni da San Giovanni.
  - Los Caballeros de San Esteban
- Frescos de las capillas de Santa Cecilia y Santa Lucía en la Annunziata (1642, Florencia)
- Frescos de la Capilla Orlandi, Santa Maria Maggiore, Florencia
- Frescos de la Sala della Allegoria (1652, Palazzo Pitti, Florencia)
- Frescos de la Capilla Niccolini (1652-60, Santa Croce, Florencia)
- Frescos del Palazzo di San Clemente
- Frescos de la cúpula de la Annunziata (c. 1683, Florencia)

### Pinturas de caballete
- Inmaculada Concepción (1630, San Agostino, Volterra)
- Elías y el ángel (1631, abadía de San Giusto, Volterra)
- Asunción de la Virgen (1631, Palacio episcopal, Volterra)
- Hilas y el vaso de oro (1650, Staatsgalerie, Stuttgart)
- Desposorios místicos de Santa Catalina (Palazzo degli Alberti, Prato)
- Retrato del cardenal Giovanni Carlo de Medici (1653, apartamentos reales, Palazzo Pitti, Florencia)
- Baco servido por amorcillos (c. 1670, colección privada)
- Retrato de caballero, erróneamente identificado como Piovano Arlotto (colección privada)
- Ganímedes (Museum of Fine Arts, San Francisco)
- Cristo coronado de espinas (colección privada)
- La burla del cura Arlotto (1655, Palazzo Pitti, Florencia)
- Santa Catalina de Siena (Palazzo Pitti, Florencia)
- San Juan Evangelista (Santa Chiara, Volterra)
- Arcángel (Musée des Beaux-Arts, Nancy)
- Autorretrato (Uffizi, Corredor Vasariano, Florencia)
- Alegoría de América (Uffizi, Florencia)
- Céfiro (Palazzo Pitti, Florencia)
- Retrato de Antonio Baldinucci (1681, Palazzo Pitti, Florencia)

## Galería

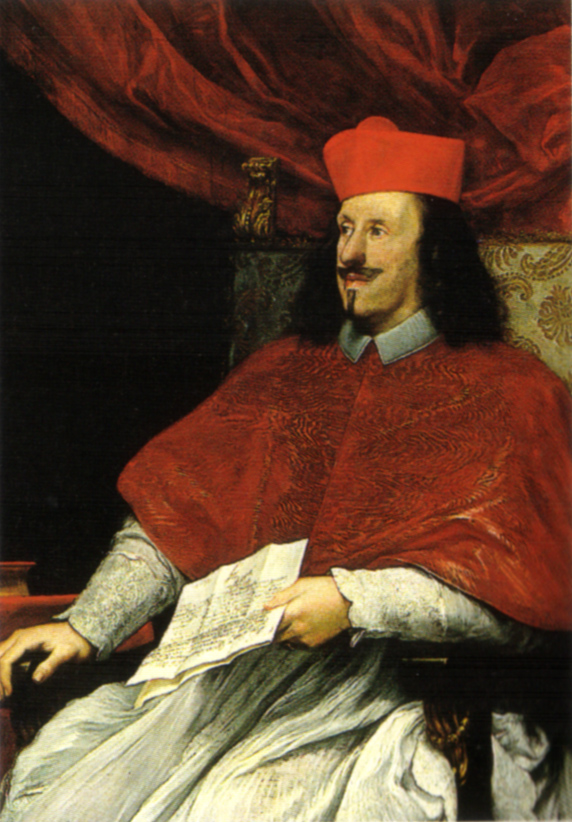
Retrato del cardenal Giovanni Carlo de Medici
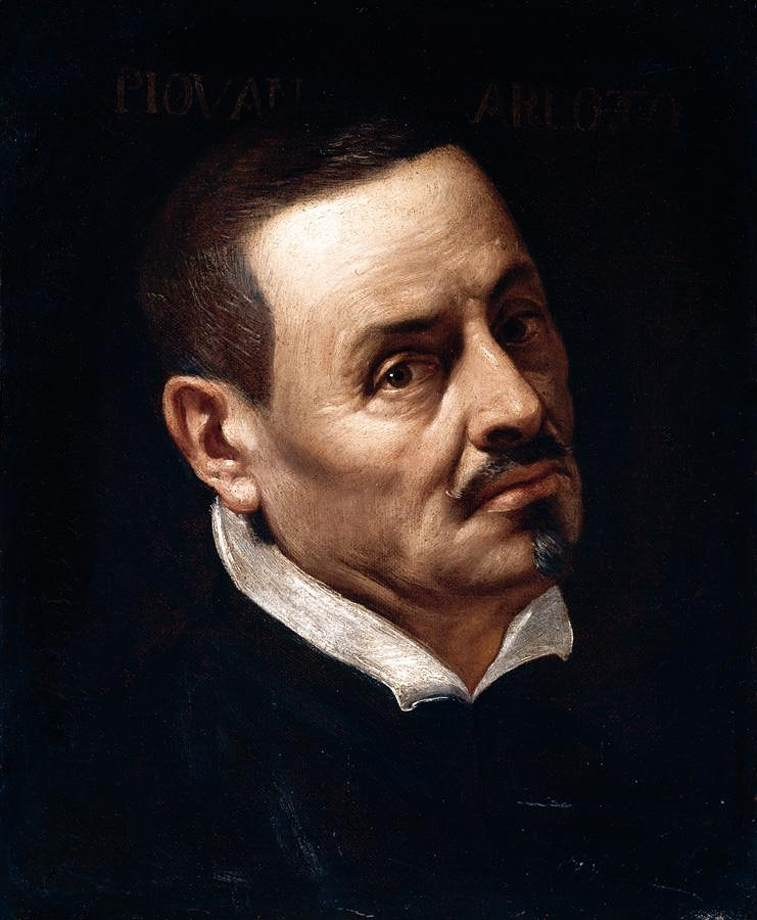
Retrato de caballero
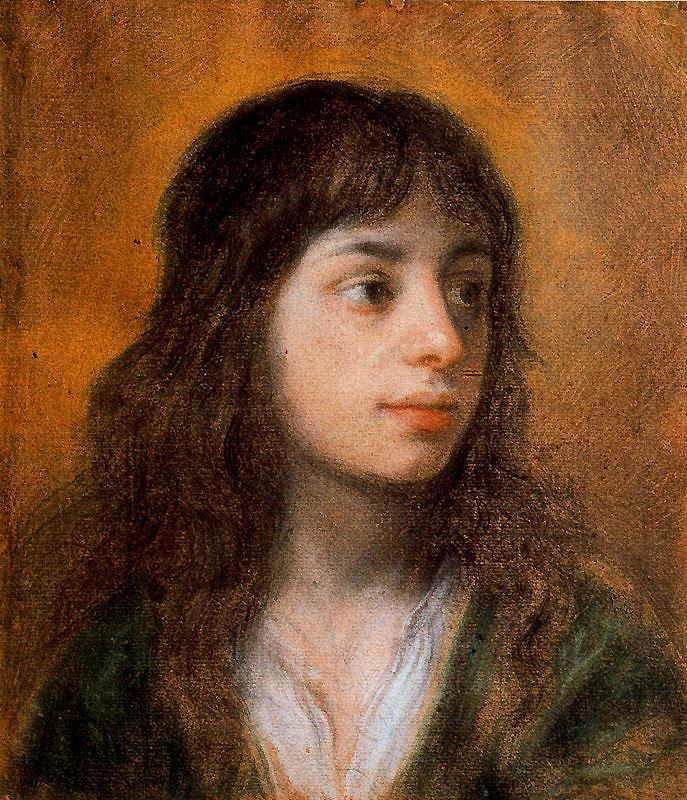
Retrato de Antonio Baldinucci
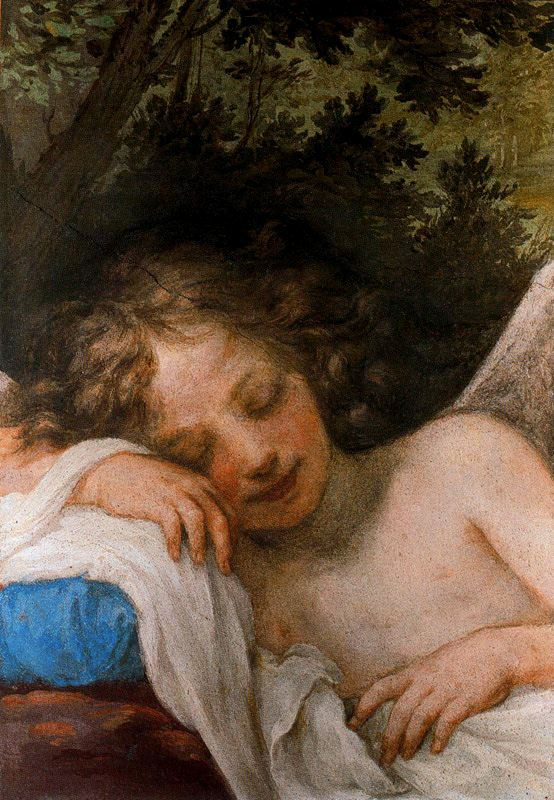
Amor Dormido, detalle fresco Palazzo Pitti
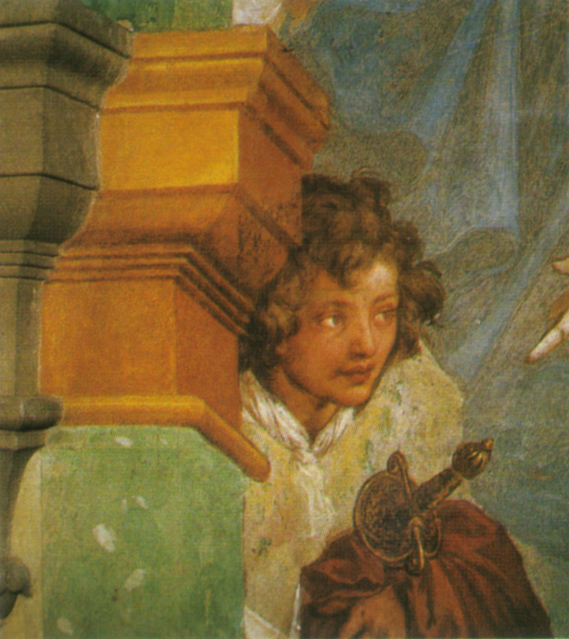
Muchacho, detalle fresco Villa Petraia
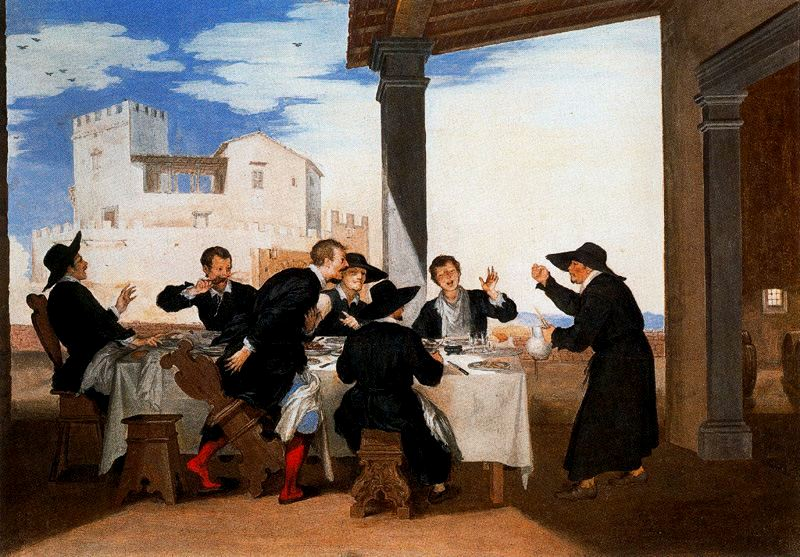
La burla del cura Arlotto
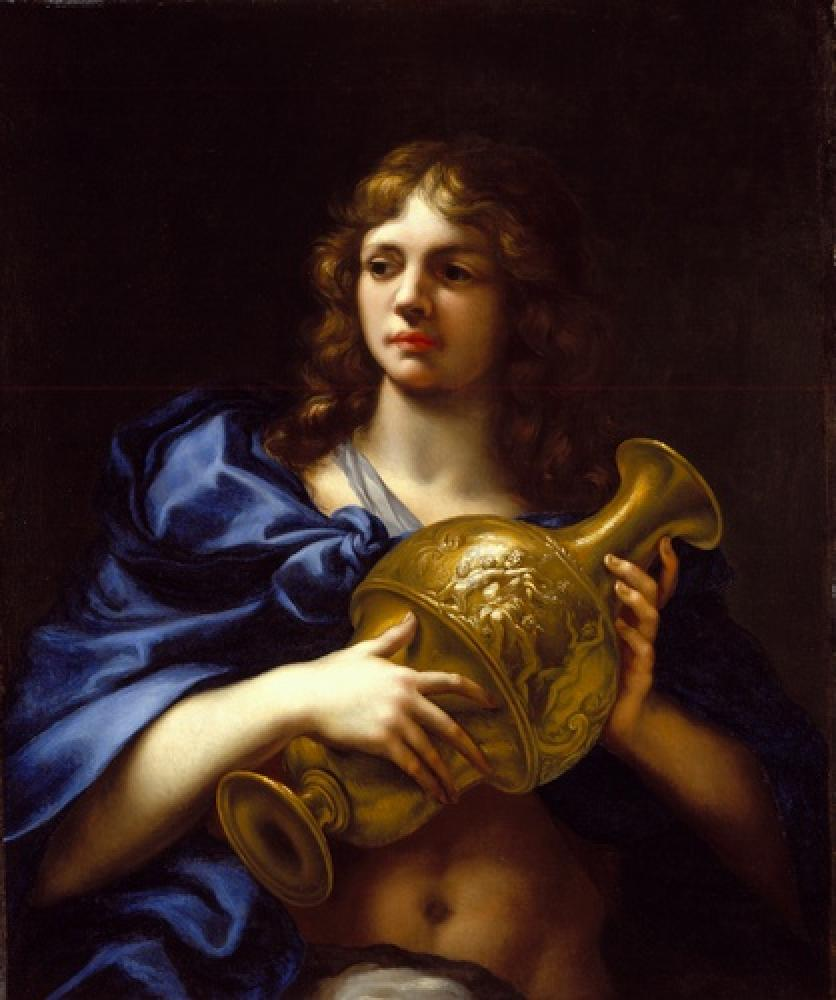
Hilas y el vaso de oro
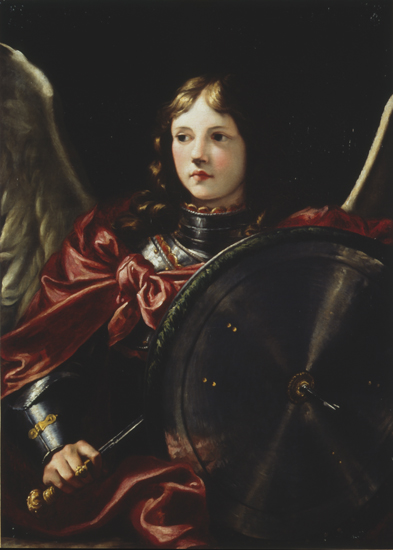
Arcángel